# Podolí (Kolinec)
Podolí je malá vesnice, část městyse Kolinec v okrese Klatovy v Plzeňském kraji. Nachází se asi 6,5 kilometru západně od Kolince. Podolí leží v katastrálním území Podolí u Klatov o rozloze 1,79 km².

## Historie
První písemná zmínka o vesnici pochází z roku 1360.

## Obyvatelstvo
| Rok            | 1869 | 1880 | 1890 | 1900 | 1910 | 1921 | 1930 | 1950 | 1961 | 1970 | 1980 | 1991 | 2001 | 2011 | 2021 |
| -------------- | ---- | ---- | ---- | ---- | ---- | ---- | ---- | ---- | ---- | ---- | ---- | ---- | ---- | ---- | ---- |
| Počet obyvatel | 168  | 156  | 149  | 99   | 114  | 128  | 89   | 65   | 60   | 47   | 33   | 28   | 18   | 25   | 26   |
| Počet domů     | 17   | 17   | 18   | 18   | 18   | 18   | 18   | 21   | 41   | 17   | 10   | 11   | 11   | 13   | 14   |

## Obecní správa
Při sčítání lidu v letech 1850–1975 Podolí bylo samostatnou obcí v okrese Klatovy. Od 1. ledna 1976 do 31. prosince 1980 bylo částí obce Malonice v okrese Klatovy. Od 1. ledna 1981 je částí městyse Kolinec v okrese Klatovy. V letech 1850–1975 k obci patřily Javoří a Tržek.

## Galerie

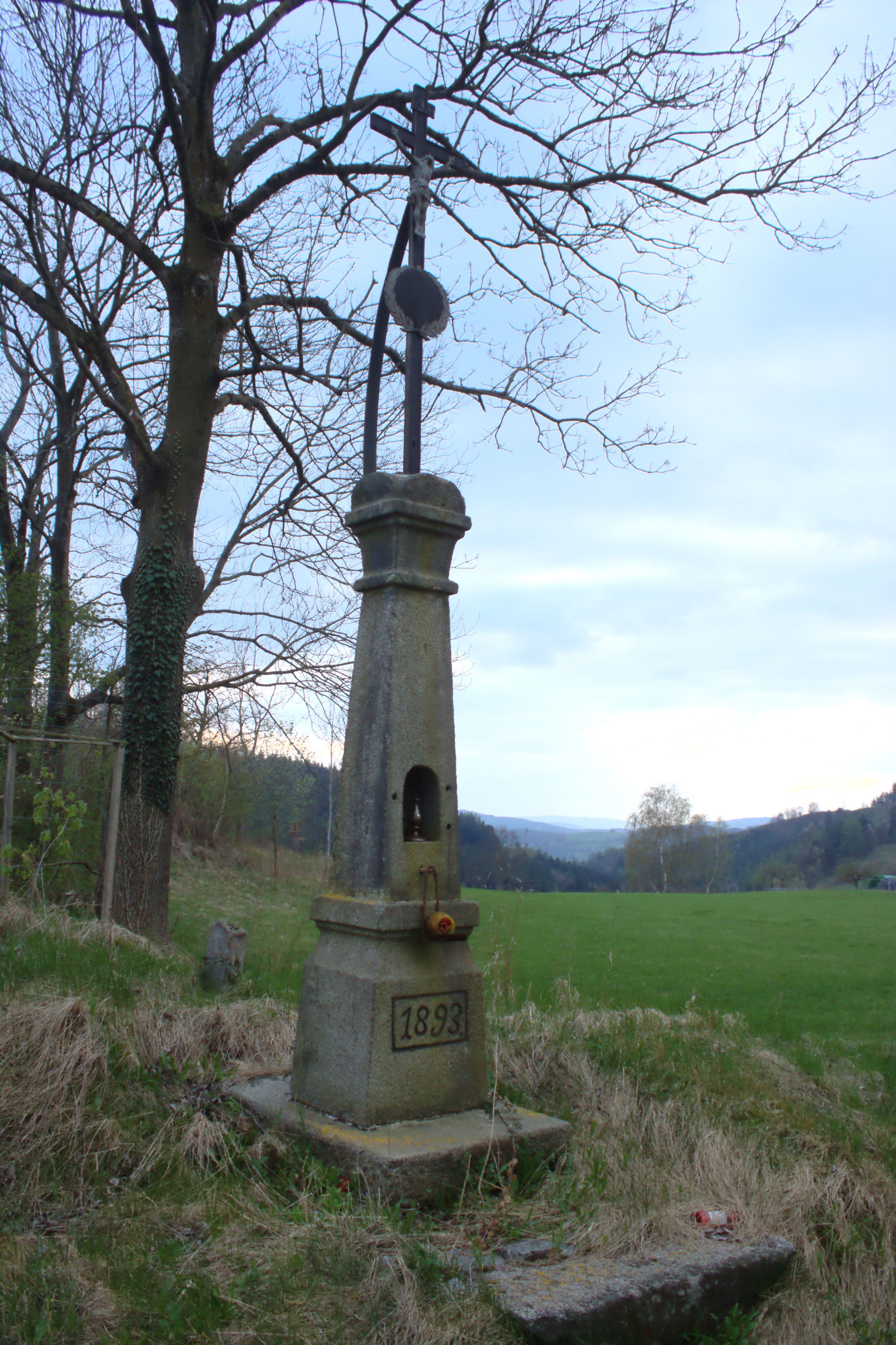
Kříž
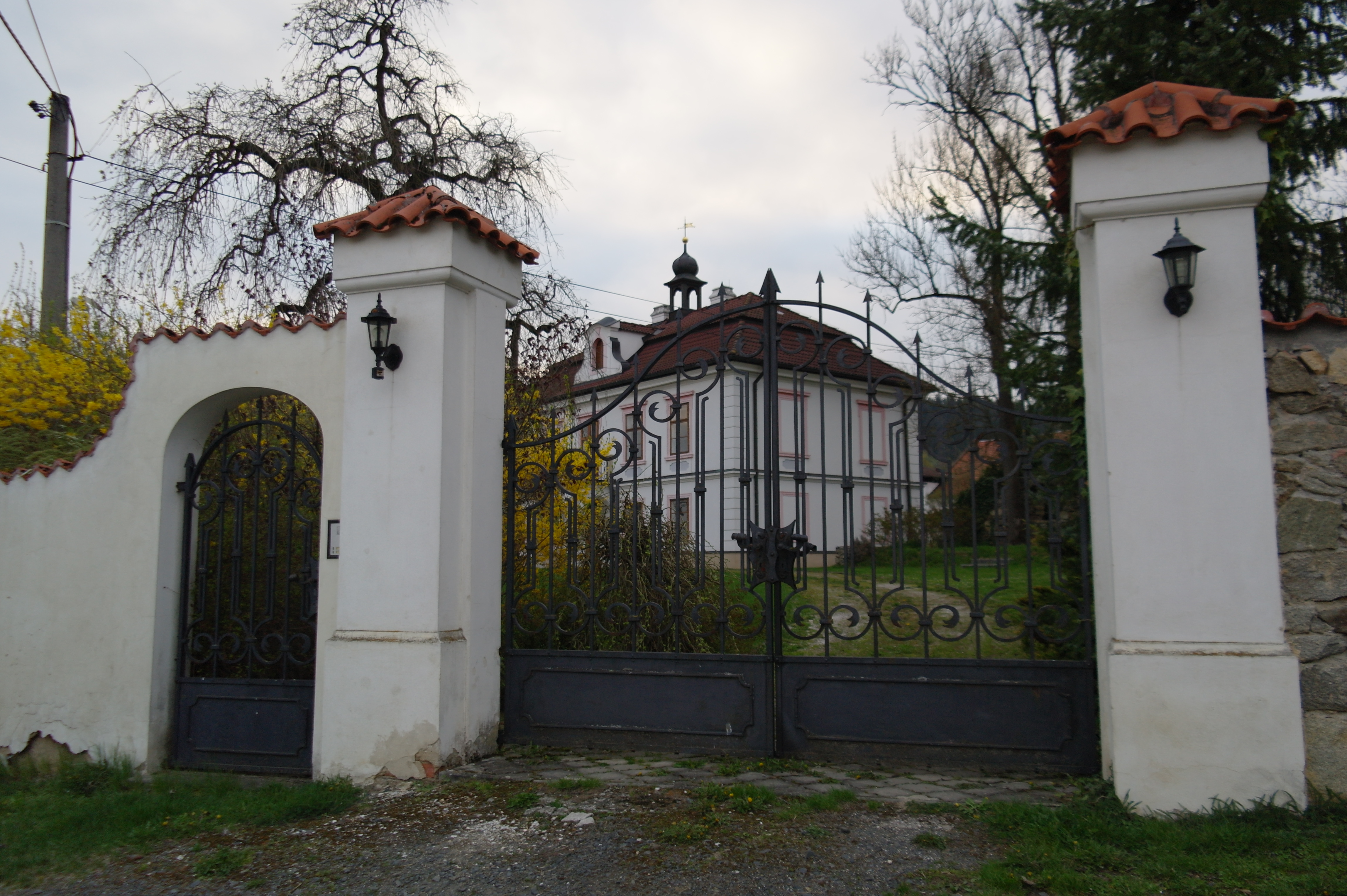
Vstupní brána k zámku
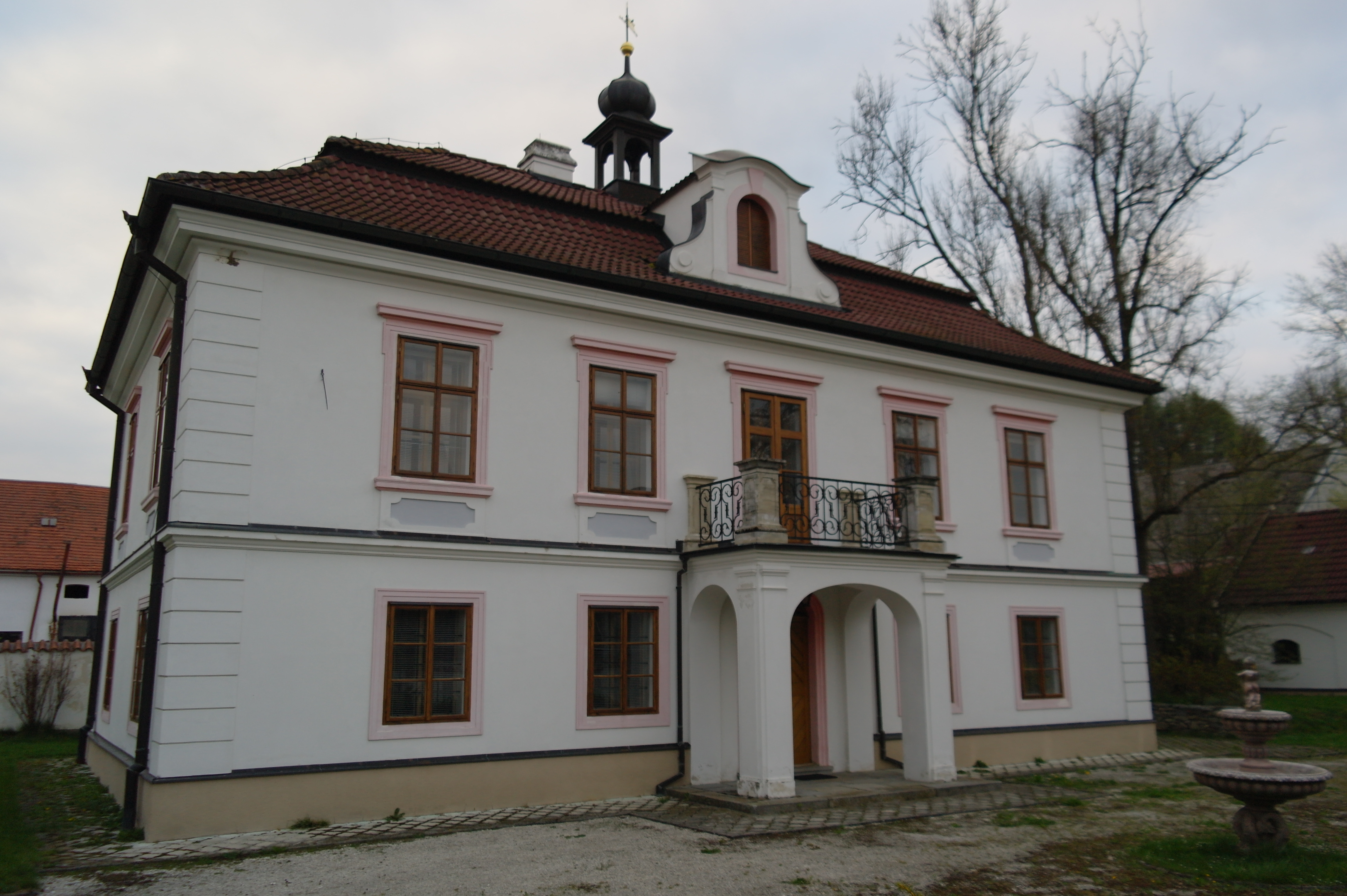
Zámek